# 1929 na literatura

## Eventos
- 7 de Janeiro - Publicação da primeira tira de banda desenhada de Tarzan, por Hal Foster, pelo Metropolitan Newspaper Syndicate, baseada na personagem de Edgar Rice Burroughs.

## Nascimentos
| Data            | Nome                  | Profissão                                           | Nacionalidade   | Observações | Ref |
| --------------- | --------------------- | --------------------------------------------------- | --------------- | ----------- | --- |
| 9 de janeiro    | Heiner Müller         | dramaturgo e escritor                               | Alemanha        | m. 1995     |     |
| 21 de fevereiro | Roberto Gómez Bolaños | escritor, ator, comediante, dramaturgo e compositor | México          |             |     |
| 1 de abril      | Milan Kundera         | escritor                                            | Tchecoslováquia |             |     |
| 19 de agosto    | Haroldo de Campos     | poeta e tradutor                                    | Brasil          | m. 2003     |     |
| 27 de agosto    | Ira Levin             | escritor, dramaturgo e autor de letras de canções   | Estados Unidos  | m. 2007     |     |
| 21 de outubro   | Ursula K. Le Guin     | escritora                                           | Estados Unidos  |             |     |
| ?               | Célia Ribeiro         | escritora e jornalista                              | Brasil          |             |     |

## Mortes
| Data            | Nome                  | Profissão          | Nacionalidade | Observações | Ref |
| --------------- | --------------------- | ------------------ | ------------- | ----------- | --- |
| 22 de fevereiro | António Alves Martins | jornalista e poeta | Portugal      | n. 1894     |     |
| 24 de Outubro   | Amadeu Amaral         | escritor           | Brasil        | m. 1875     |     |

## Prémios literários
- Nobel de Literatura - Thomas Mann.